# Сан Мигел (Салвадор)
Сан Мигел (шп. San Miguel) је град у Салвадору у департману Сан Мигел. Према процени из 2007. у граду је живело 218.410 становника.